# Vicente de Azcuénaga
Vicente de Azcuénaga Iturbe (Durango, Vizcaya, España, enero de 1706-Buenos Aires, Virreinato del Río de la Plata, 1787) fue un empresario y político de origen español, emigrado al Río de la Plata, donde desarrolló principalmente su labor.

## Biografía
Fue un hombre con destacada actuación en el Virreinato del Río de la Plata. Se sabe que su origen está en España y más precisamente en Vizcaya, pero se duda si nació en el municipio de Dima o de Durango.
Desde su llegada a Buenos Aires cuando tenía poco más de 40 años, se dedicó a las actividades comerciales que ya desarrollaba desde el Viejo Mundo. Demostró ser un duro comerciante, y eso le posibilitó amasar una pequeña fortuna en poco tiempo. Mantuvo una gran amistad con el vasco-español Francisco Ignacio de Ugarte Arrivillaga (n. Goizueta, ca. 1740) quien fuera también un gran comerciante porteño de la época colonial.
Muchos creen que la aristocrática familia porteña de los Azcuénaga - Santa Coloma - Basavilbaso, comenzó con Vicente, pero la realidad es que la fortuna que el comercio le dio a Vicente de Azcuénaga, le permitió entablar relaciones con los vecinos porteños y así acoplarse al "clan" Basavilbaso, probablemente la familia porteña más influyente de la época.
Azcuénaga también era tratado como un noble español; es cierto que realizó en Cádiz un pedido de información de "limpieza de sangre e hidalguía", en septiembre de 1743, y también es verdad que cuando se construyó un Hospital en Durango, gracias a una cuantiosa donación suya, el escudo de armas de los Azcuénaga colgó en una de las entradas, pero no se sabe con exactitud si su origen es realmente noble (aunque vale destacar que nadie se ha animado a contradecirlo en la época - como sí se ha hecho con otras tantas personas).
Fue elegido alcalde del Cabildo de Buenos Aires en 1759, y al año siguiente, regidor del mismo. En 1774 es nombrado Síndico del Comercio de San Francisco.
Contrajo matrimonio con María Rosa de Basavilbaso y Urtubia —una hija de Domingo de Basavilbaso (vizcaíno también) y de María Urtubia— el 30 de agosto de 1752.
Los hermanos de María Rosa, también estuvieron casados con importantes vecinos porteños. Cuñados de Vicente de Azcuénaga, y miembros del "clan" Basavilbaso, han sido: Pascual Ibáñez de Echeverri (coronel de los reales ejércitos), Domingo Ignacio de Urien Mesperusa, alcalde de Buenos Aires y José Ignacio de Merlos y del Sar.
Vicente Azcuénaga tuvo siete hijos; tres de los cuales (Miguel, Joseph Bruno y Vicente), se dedicaron a la milicia, mientras que Domingo (el faltante hijo varón), fue abogado. Miguel de Azcuénaga fue miembro de la Primera Junta de gobierno al iniciarse la Revolución de Mayo en 1810
Una de sus hijas, Flora de Azcuénaga, se casó con Gaspar de Santa Coloma, y su otra hija, Ana de Azcuénaga, con don Antonio Olaguer Feliú, virrey del Río de la Plata.

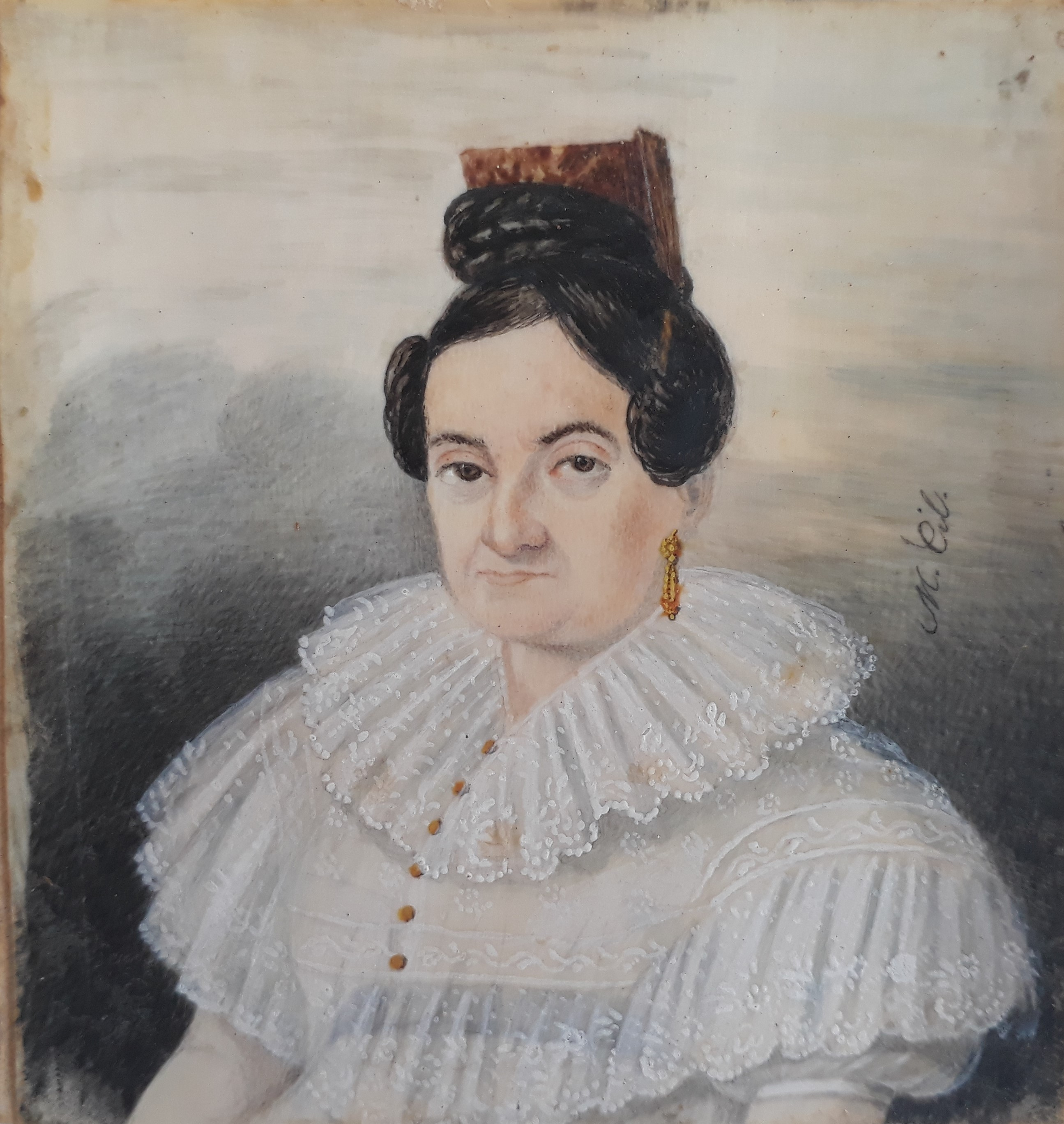
Maria Basavilbaso en su vejez.